# La Vallée des loups - Irak
Pour les articles homonymes, voir La Vallée des loups (homonymie).
Pour plus de détails, voir Fiche technique et Distribution.
La Vallée des loups - Irak (Kurtlar Vadisi - Irak en turc) est un film turc du réalisateur Serdar Akar, sorti en 2006. Il est tiré de la série télévisée du même nom, qui a remporté un grand succès. Avec un budget de 10 000 000 de dollars, c’est le plus gros budget de l’histoire du cinéma turc. Le film a rencontré un grand succès en Turquie.
Il est directement inspiré de la série télévisée turque politique La Vallée des loups, ce sont les mêmes acteurs et équipes.

## Synopsis
L’action se déroule durant la guerre en Irak : des hommes des forces spéciales de l’armée turque, présents en Irak, sont humiliés par les GI (soldats américains). À la suite du suicide d’un des soldats turcs, un de ses amis jure de ne pas laisser de répit aux forces américaines et combat aux côtés de la résistance irakienne.
Et c'est ainsi que Polat Alemdar, accompagné de ses deux complices, Memati Bas et Abdulhey Coban, se retrouvent sur la route d'Arbil en Irak et abattent des Peshmergas corrompus qui leur tendaient une embuscade. À la nuit tombée, les trois hommes ont pris en otage le responsable d'un hôtel afin de réclamer la venue de Sam Marshall, à l'origine de cette provocation envers les alliés turcs.

## Controverse
Cette fiction s'inspire d'un fait réel : en juillet 2003, à la suite de l'invasion américaine en Irak, un commando de onze hommes des forces spéciales turques, posté a Suleymaniye au Kurdistan irakien, avait été capturé par les forces américaines, ses hommes cagoulés, menottés et détenus pendant plusieurs jours. Cette humiliation infligée par un pays allié est vécue en Turquie comme une « offense à l’honneur national ». Le film, où les Américains tiennent le rôle du « méchant », remporte un grand succès en Turquie. Il est cependant critiqué pour son antiaméricanisme ; en Allemagne, où il attire également un public nombreux, certaines scènes sont jugées antisémites.
Le réalisateur, quant à lui, a déclaré que dans son film « peut-être 60 ou 70 % de ce qui est décrit est factuellement exact. La Turquie et les États-Unis sont alliés, mais la Turquie veut dire quelque chose à son alliée. Nous voulons dire l'amère vérité. Nous voulons dire que ce qui se passe est mal. ».

## Distribution
- Necati Şaşmaz
- Billy Zane
- Bergüzar Korel
- Ghassan Massoud
- Gary Busey
- Kenan Coban
- Spencer Garrett (en)
- Gurkan Uygun (en)
- Erhan Ufak